# Ommatius singlensis
Ommatius singlensis là một loài ruồi trong họ Asilidae. Ommatius singlensis được Oldroyd miêu tả năm 1972.